# 夕雲型驅逐艦
| 夕云级驱逐舰   | 夕云级驱逐舰 |
| -------------- | --- |
| 清霜           | |
| 舰级概况       | |
| 舰种           | 一等驱逐舰 |
| 舰名           | |
| 前级           | 阳炎级驱逐舰 |
| 次级           | 秋月級驅逐艦 |
| 技术参数       | |
| 排水量         | 基准：2,077吨 公试：2,520吨 |
| 全长           | 119.3米 |
| 全宽           | 10.8米 |
| 吃水           | 3.76米 |
| 动力           | 号舰本式重油锅炉3座 舰本式蒸汽涡轮主机2座2轴                                                                                       |
| 最大功率       | 52,000马力 |
| 最大航速       | 35.0节（计划） 35.5节（实际） |
| 续航距离       | 5,000浬（18节） |
| 燃料           | 重油：600吨 |
| 乘员           | 225名 |
| 武装（新造时） | 3座12.7厘米双联装炮 2座联装25毫米高射机炮 2座61厘米4联装鱼雷发射管 氧气鱼雷16枚 深水炸彈發射軌兩座 深水炸彈彈射器一座 深弹18至36枚 |

夕云级驱逐舰（日语：夕雲型駆逐艦）是大日本帝国海军的驱逐舰。为陽炎型驅逐艦的改良版。官方文件上与阳炎型分类相同，为“甲型”。

## 概要
日本海军于1939年（昭和14年）第四次海军军备补充计划，追加计划建造5艘阳炎级驱逐舰。同时对阳炎级的航速不甚满意，决定生产13艘改良型，并命名为“夕云级”；后又在战前海军紧急舰艇补充计划中追加建造16艘。由于计划变更等因素最后实际建成19艘，与阳炎级一起担任太平洋战争时期日本海军的主力驱逐舰队。

## 特征
本级虽然在阳炎级的基础上更改推进器设计，对舰体延长50厘米但仅比前级最大航速提升0.5节，面对同时期的美国海军弗莱彻级驱逐舰最大37节航速与目标新锐南达科塔级高速战列舰时仍感到力不从心。此外搭载的主炮从平射专用的C型更换为最大仰角75度的D型，舰桥相应地配备对空射击用的测距仪，然而因为12.7厘米炮在仰角75度时无法填装弹药，必须降下炮管从而影响连续射击效率，暴露出已落后于时代背景的问题。
本级与阳炎级在外观上的差别在于舰桥建筑物与前面甲板的倾斜角，阳炎级为垂直，而夕云级的舰桥是下段向外扩展开的形状。需要单独说明的是，“秋云号”最终定论为阳炎级的决定性证据，即是一张于舰桥前的人员集体照。详细请参考秋云号驱逐舰条目中相关章节。
电子设备方面，装备当时日本海军主力设备九三式水听器以及九三式声纳，后期换装三式声纳，对潜能力一般。战时完成的本级前桅杆设置22号雷达，从战时留下的照片来看建造时未设置的舰船在接受维护改装时也配备同型雷达。
防空火力在新造时十分单薄，仅有两座25毫米联装机炮，随着战势越来越严峻，后期新造的本级舰设置更多的机枪。直至1944年最后建成的“清霜号”，在舰桥前设置1座25毫米联装机炮，1号烟囱后加装平台设置2座同型三联装机炮，2号烟囱前设置2座同型三联装机炮。
从1944年起，包括阳炎级以及前级驱逐舰均进行改装，将2号炮塔拆除，换装1座三联装防空机炮（初春级与白露级）或2座三联装防空机炮（吹雪级、朝潮级与阳炎级）。而从莱特湾海战前以及沉没前的“长波号”、沉没前的“朝霜号”、于马尼拉湾沉没后的“秋霜号”这些1944年下半年后留下的照片来看，本级舰并未进行此种改装。

## 同型舰
夕云
1941年12月5日于舞鹤海军工厂竣工。参加过中途岛海战、圣克鲁兹海战等战斗。1943年10月6日，在维拉拉维拉海战与美国水面舰艇部队交战中，于所罗门群岛维拉拉维拉岛沉没。
卷雲
1942年3月14日于藤永田造船所竣工。参加过中途岛海战，圣克鲁兹海战，第三次所罗门海战等战斗。1943年2月1日，在第一次瓜达尔卡纳尔岛撤退中，于萨沃岛附近触雷无法航行，由“夕云号”处分。
风云
1942年3月28日于浦贺船渠竣工。参加过中途岛海战，圣克鲁兹海战，第三次所罗门海战。1944年6月8日，受美国鳕鱼号潜艇鱼雷攻击于达沃市湾口沉没。
长波
1942年6月30日于藤永田造船所竣工。参加塔萨法隆加海战等战斗。1944年11月11日，在第三次奥尔莫克运输行动中受到美国航母舰载机袭击，于奥尔莫克湾沉没。
卷波
1942年8月18日于舞鹤海军工厂竣工。参加过圣克鲁兹海战等战斗。1943年11月25日，在圣乔治角海战与美国水面舰艇部队交战中于布干维尔岛附近沉没。29名幸存者漂流至拉包尔。
高波
1942年8月31日于浦贺船渠竣工。参加过圣克鲁兹海战等战斗。1942年11月30日，在塔萨法隆加海战与美国水面舰艇部队交战中于瓜达尔卡纳尔岛附近沉没。
大波
1942年12月29日于藤永田造船所竣工。1943年11月25日圣乔治角海战，在舰长吉川洁指挥下，干维尔岛附近受到阿利·伯克上校率领的美国水面舰艇部队奇袭，中雷仅4分钟后沉没，舰长以下全员战死。
清波
1943年1月25日于浦贺船渠竣工。1943年7月20日，科隆班加拉运输行动中受美国军机袭击，于维拉拉维拉岛附近沉没。
玉波
1943年4月30日于藤永田造船所竣工。参加马里亚纳海战等战斗。1944年7月7日、受美国潜艇“翼齿鲷号”鱼雷袭击，于菲律宾群岛吕宋岛马尼拉湾附近沉没。
凉波
1943年7月27日于浦贺船渠竣工。1943年11月11日，受到美国航母舰载机袭击，于拉包尔港附近沉没。
藤波
1943年7月31日于藤永田造船所竣工。1944年10月27日，在莱特湾海战中受到美国航母舰载机袭击，于锡布延海沉没。
早波
1943年7月31日于舞鹤海军工厂竣工。1944年6月7日，受到美国潜艇“李氏鮻号”鱼雷袭击，于塔威塔威岛附近沉没。
滨波
1943年10月15日于舞鹤海军工厂竣工。参加过马里亚纳海战、莱特湾海战等战斗。1944年11月11日，在第三次奥尔莫克运输行动中受美国航母舰载机袭击沉没。

1943年12月10日于舞鹤海军工厂竣工。参加过马里亚纳海战、莱特湾海战等战斗。1944年11月13日，受美国航母舰载机袭击于马尼拉湾沉没。
岸波
1943年12月3日于浦贺船渠竣工。参加过马里亚纳海战、莱特湾海战等战斗。1944年12月4日，受到美国潜艇“松鲷号”鱼雷袭击，在巴拉望岛附近沉没。
朝霜
1943年11月27日藤永田造船所竣工。参加过马里亚纳海战、莱特湾海战等战斗。1945年4月6日，在冲绳水上特攻，作为第21驱逐队旗舰伴随“大和号”出击。次日7日晨，因动力故障落伍。正午过后发出与敌人交火的无线电文后失去联络。因单舰作战没幸存者故结局不明。推测在中国东海受美国航母舰载机袭击沉没，驱逐队司令及全舰战死。
早霜
1944年2月20日于舞鹤海军工厂竣工。参加过马里亚纳海战等战斗。1944年10月27日，莱特湾海战中受美国航母舰载机袭击，于民都洛岛附近沉没。
秋霜
1944年3月11日于藤永田造船所竣工。参加过马里亚纳海战、莱特湾海战等战斗。1944年11月13日，受美国航母舰载机袭击于马尼拉湾沉没。
清霜
1944年5月15日于浦贺船渠竣工。参加过莱特湾海战等战斗。1944年12月26日，突袭圣何塞时，受到美国水面舰艇部队与军机袭击无法航行。后又受到潜艇鱼雷袭击于民都洛岛附近沉没。

## 建造取消
第四次海军军备补充计划（昭和14年度，“丸四计划”）中
- 暂定舰名：128号舰、129舰
- 此2艘皆为伪装调整大和级战列舰（信浓与111号舰）建造预算而架空出来的计划，并无实际建造计划。

战时建造计划（昭和16年度，“丸急计划”）中
- 暂定舰名: 348号舰、349号舰、350号舰、351号舰、352号舰、353号舰、354号舰、355号舰
- 预定舰名: 妙风（たえかぜ/たへかぜ）、清风（きよかぜ）、村风（むらかぜ）、里风（さとかぜ）、
山雾、海雾（うみぎり）、谷雾（たにぎり）、川雾（かわぎり/かはぎり）

第五次海军军备补充计划修改案（昭和17年度，“改丸五计划”）中
- 暂定舰名: 5041号舰、5042号舰、5043号舰、5044号舰、5045号舰、5046号舰、5047号舰、5048号舰
- 预定舰名: 山雨（やまさめ）、秋雨（あきさめ）、夏雨（なつさめ）、早雨（はやさめ）、
高潮、秋潮（あきしお/あきしほ）、春潮（はるしお/はるしほ）、若潮（わかしお/わかしほ）